# Guillaume Hoarau
Guillaume Hoarau, född 5 mars 1984 i Saint-Louis, Réunion, är en fransk fotbollsspelare som spelar för Sion. Han har tidigare spelat för bland annat Dalian Aerbin i Chinese Super League och Paris Saint-Germain.

## Karriär
Hoarau började spela fotboll i JS Saint-Pierroise i Réunion innan han flyttade till Frankrike och började spela för Le Havre, och sen i Gueugnon, innan han flyttade tillbaka till Le Havre. Han har spelat några matcher i Réunions fotbollslandslag.
I januari 2008 skrev Hoarau på ett kontrakt med den franska klubben Paris Saint-Germain, fast han spelade klart säsongen på lån i Le Havre. Säsongen 2007–2008 gjorde Hoarau flest mål i Ligue 2, då han gjorde 28 mål på 38 matcher. Han gjorde debut för PSG i en 1-0-förlust mot Monaco den 9 augusti 2008. Hoarau gjorde sitt första mål för PSG i en 1-0-vinst mot Bordeaux.
Den 26 oktober 2008 gjorde han två mål för PSG i 4-2-bortavinst mot rivalerna Marseille. Hoarau gjorde även två mål mot sin före detta klubb Le Havre den 15 november 2008 i PSG:s 3-1-vinst på Stade Jules Deschaseaux.
Den 18 september 2020 värvades Hoarau av schweiziska Sion.